# Blumberg (Arzberg)
Blumberg ist ein Ortsteil der Gemeinde Arzberg im Landkreis Nordsachsen in Sachsen.

## Lage

Blumberg auf einer geschichtlichen Karte des Kreises Liebenwerda (1910).

Blumberg befindet sich östlich des Ortsteils Köllitsch und der Elbe kurz vor der sächsisch brandenburgischen Grenze und am Alt Lonnewitzer Gutsforst.

## Geschichte
Das Gassengruppendorf Blumberg mit 944 Hektar in der Gewannflur wurde erstmals 1251 Blumberch genannt. Die Schreibweise änderte sich im Verlauf der Zeit häufig, 1554 hieß das Dorf Plumbergk. Die Einwohnerzahl stieg von 35 Personen 1551 über 256 im Jahr 1818 auf 672 im Jahr 1910 und 973 im Jahr 1964 an. Die übergeordnete Behörde hatte zunächst in Torgau, später in Mühlberg/Elbe und schließlich in Liebenwerda ihren Sitz. Ab 1952 ist das Amt wieder in Torgau ansässig. Seit 1500 besitzt das Dorf eine Pfarrkirche. Am 1. Juli 1977 wurde Stehla nach Blumberg eingemeindet. Zum 1. Juli 1993 erfolgte die Eingemeindung nach Arzberg.

## Kultur und Sehenswürdigkeiten
→ siehe auch: Liste der Kulturdenkmale in Blumberg